# Faas Eliaslaan 35-37
De dubbele villa Faas Eliaslaan 35-37 is een gemeentelijk monument in Baarn in de provincie Utrecht. Het pand staat op het terrein van het vroegere terrein landgoed Schoonoord en werd in 1904 gebouwd voor H. Butzelaar door G. van Bronkhorst.
De villa's lijken erg op de ernaast staande villa's Faas Eliaslaan 31-33, alleen de details verschillen. Deze panden zijn niet bepleisterd en hebben wel een zolderlicht. Ook de vensters en serres zijn anders dan die in het pand ernaast. De ingangen bevinden zich in de zijgevel.